# Marcel Vandewattyne

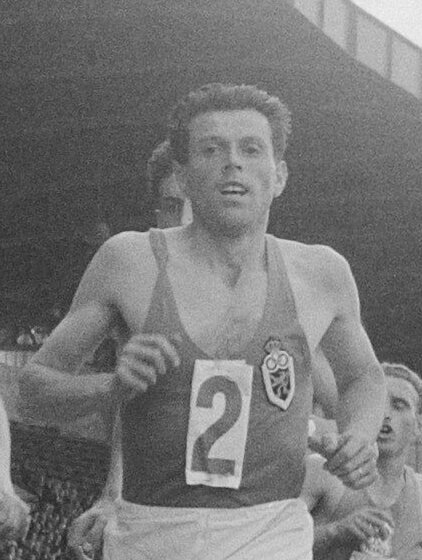
Marcel Vandewattyne (1957)

Marcel Vandewattyne (Marcel Eugène Vandewattyne; * 7. Juli 1924 in Ellezelles; † 18. September 2009 in Ronse) war ein belgischer Langstrecken- und Hindernisläufer.
Bei den Europameisterschaften 1946 in Oslo wurde er Achter über 3000 Meter Hindernis und Zwölfter über 5000 Meter. 1948 wurde er bei den Olympischen Spielen in London Neunter über 5000 Meter.
Über 10.000 Meter kam er bei den Europameisterschaften 1950 in Brüssel auf den siebten und bei den Olympischen Spielen 1952 in Helsinki auf den 22. Platz.
Bei den Europameisterschaften 1958 in Stockholm belegte er über 10.000 Meter den 19. Rang und schied über 5000 Meter im Vorlauf aus.
1946, 1952 und 1962 gewann er Silber beim Cross der Nationen.
Zweimal wurde er Belgischer Meister über 3000 Meter Hindernis (1945, 1946), dreimal über 10.000 Meter (1951, 1952, 1958) und sechsmal im Crosslauf (1948, 1949, 1951, 1952, 1955, 1957). 1946 wurde er Englischer Meister über 3000 Meter Hindernis.

## Persönliche Bestzeiten
- 5000 m: 14:18,2 min, 21. August 1958, Stockholm
- 10.000 m: 30:06,4 min, 1962